# Jochen Flasbarth

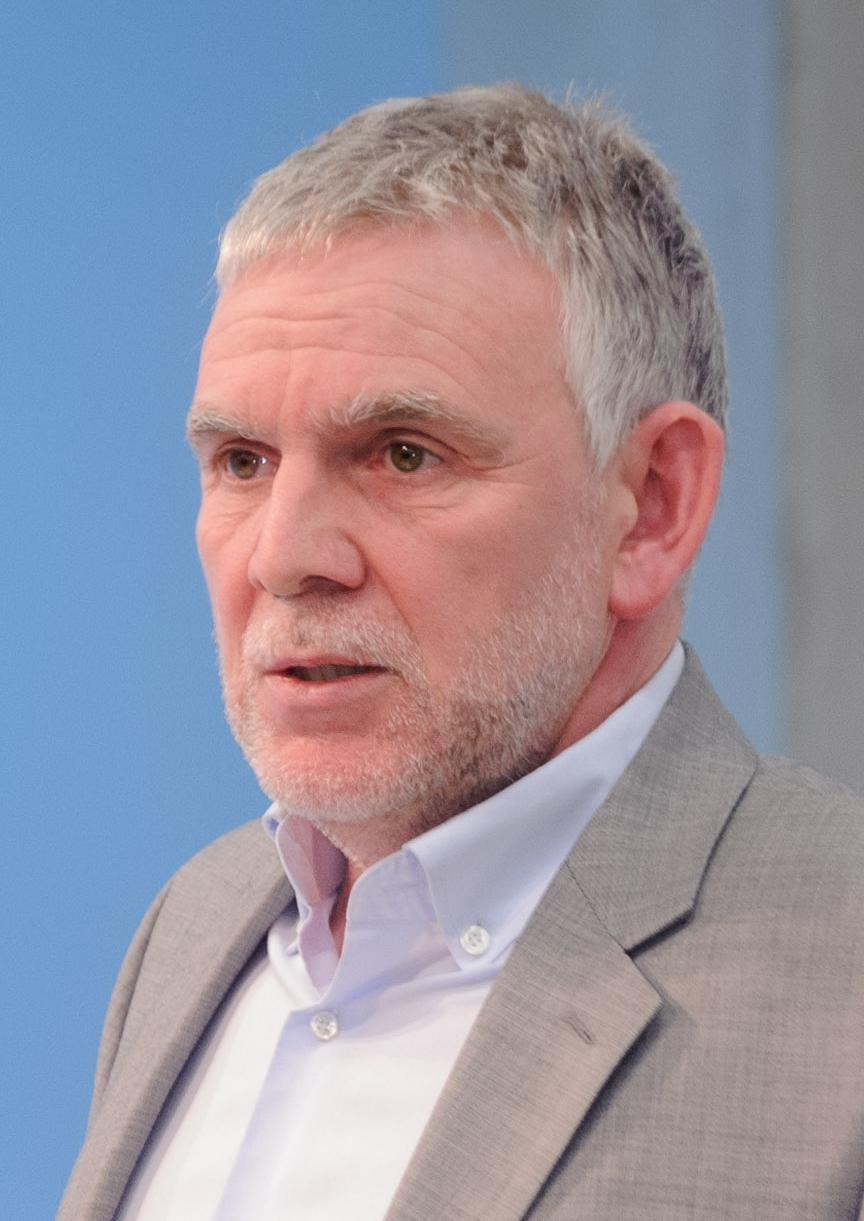
Jochen Flasbarth, 2013

Jochen Flasbarth (* 4. April 1962 in Rheinhausen) ist ein deutscher politischer Beamter (SPD). Er ist seit 2025 Staatssekretär im Bundesministerium für Umwelt, Klimaschutz, Naturschutz und nukleare Sicherheit. Davor war er von 2021 bis 2025 Staatssekretär im Bundesministerium für wirtschaftliche Zusammenarbeit und Entwicklung, von 2013 bis 2021 bereits einmal Staatssekretär im Bundesministerium für Umwelt, Naturschutz und nukleare Sicherheit und von 2009 bis 2013 Präsident des Umweltbundesamtes. Er war maßgeblich an internationalen Verhandlungen zum Klima- und Artenschutz beteiligt.

## Leben
Bereits als Jugendlicher engagierte sich Flasbarth im damaligen Deutschen Bund für Vogelschutz (DBV), dem heutigen Naturschutzbund Deutschland (NABU). 1983 wurde er von der DBV-Jugend zu ihrem Bundessprecher gewählt. Flasbarth leistete seinen Zivildienst beim Verein Jordsand ab. Er studierte anschließend von 1983 bis 1989 Volkswirtschaft, Politikwissenschaft und Philosophie in Münster und Bonn und schloss sein Studium als Diplom-Volkswirt ab.
Er ist Mitglied der SPD.
Flasbarth ist Vater zweier Töchter.

## Beruflicher Werdegang

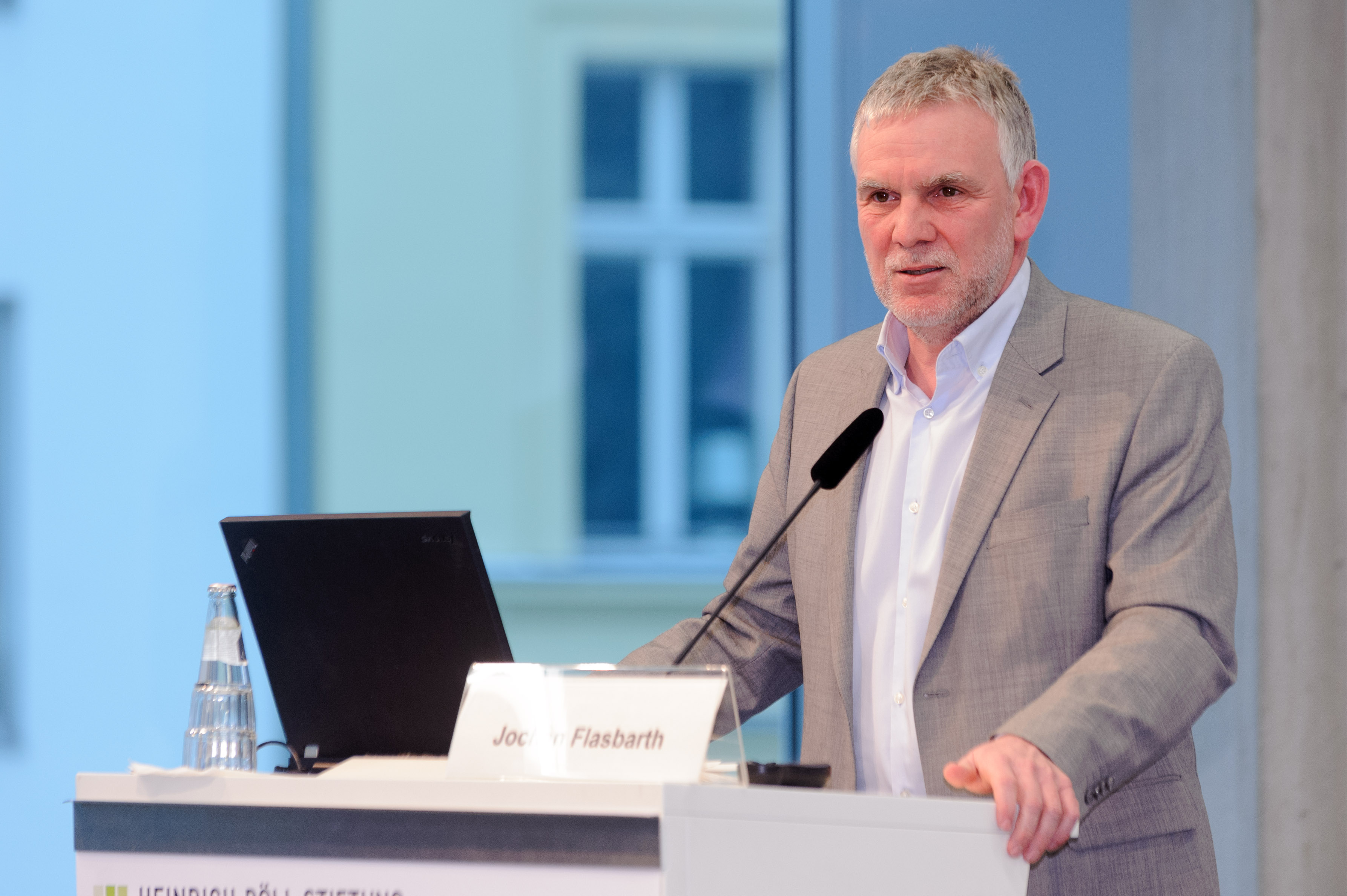
Jochen Flasbarth (Heinrich-Böll-Stiftung), 2013

Zunächst war Flasbarth von 1989 bis 1992 als Lektoratsleiter beim Bonner Economica-Verlag tätig. Von 1992 bis 2003 war er hauptamtlicher Präsident des Naturschutzbunds Deutschland (NABU). Zuvor war er ab 1992 ehrenamtlich als NABU-Präsident tätig, nachdem er bereits seit 1989 das Amt des NABU-Vizepräsidenten innegehabt hatte.
Im Jahr 2003 wurde er vom damaligen Bundesumweltminister Jürgen Trittin zum Abteilungsleiter Naturschutz und nachhaltige Naturnutzung im BMU berufen. In dieser Funktion bereitete er maßgeblich die erste Nationale Biodiversitätsstrategie Deutschlands vor und war wesentlich an der Vorbereitung COP 9 der Biodiversitätskonvention (Convention on Biological Diversity, CBD) 2008 in Bonn beteiligt. Von 2008 bis 2010 war Flasbarth der deutsche COP 9-Präsident und verhandelte die neue 10-Jahres-Strategie zur Biologischen Vielfalt.
Im August 2009 wurde er Präsident des Umweltbundesamtes und damit Nachfolger von Andreas Troge.
Von Dezember 2013 bis 2018 war Flasbarth Staatssekretär im Bundesministerium für Umwelt, Naturschutz, Bau und Reaktorsicherheit respektive von 2018 bis Dezember 2021 Staatssekretär im Bundesministerium für Umwelt, Naturschutz und nukleare Sicherheit. Bei den Klimaverhandlungen 2015 in Paris war er neben Ministerin Barbara Hendricks der wichtigste deutsche Unterhändler zur Erzielung eines relevanten Klimaabkommens. 2017 wurde er in den Aufsichtsrat der Bundesgesellschaft für Endlagerung berufen und war bis 2021 deren Aufsichtsratsvorsitzender. Von November 2017 war Flasbarth neben seiner Staatssekretärstätigkeit unentgeltlich ein Jahr lang Vorsitzender der Geschäftsführung der Bundesgesellschaft für Zwischenlagerung. Zudem war er von 2014 bis 2021 Aufsichtsratsmitglied der Deutschen Energieagentur (DENA).
Als nach der Bundestagswahl 2021 die bisherige Bundesumweltministerin Svenja Schulze am 8. Dezember 2021 auf den Posten als Bundesministerin für wirtschaftliche Zusammenarbeit und Entwicklung wechselte, nahm sie Flasbarth als ihren Staatssekretär mit. Von März 2022 bis Juni 2025 war er Aufsichtsratsvorsitzender der Deutschen Gesellschaft für Internationale Zusammenarbeit (GIZ). Seit Anfang 2022 ist er Kuratoriumsvorsitzender von IDOS (German Institute of Development and Sustainability gGmbH, zuvor Deutsches Institut für Entwicklungspolitik) sowie Mitglied im Stiftungsrat der Stiftung Wissenschaft und Politik (SWP). Flasbarth ist seit 2022 Gouverneur des International Fund for Agriculture and Development. Anfang 2022 benannte Bundeskanzler Olaf Scholz Jochen Flasbarth als deutschen Koordinator für den internationalen Wiederaufbau in der Ukraine. In dieser Funktion setzte er sich besonders für die Einbeziehung der Privatwirtschaft beim Wiederaufbauprozess ein. Im Zuge der Bildung des Kabinetts Merz am 6. Mai 2025 schied er aus diesen Ämtern aus und wechselte als Staatssekretär unter Bundesminister Carsten Schneider (SPD) zurück in das Bundesministerium für Umwelt, Klimaschutz, Naturschutz und nukleare Sicherheit.

## Positionen

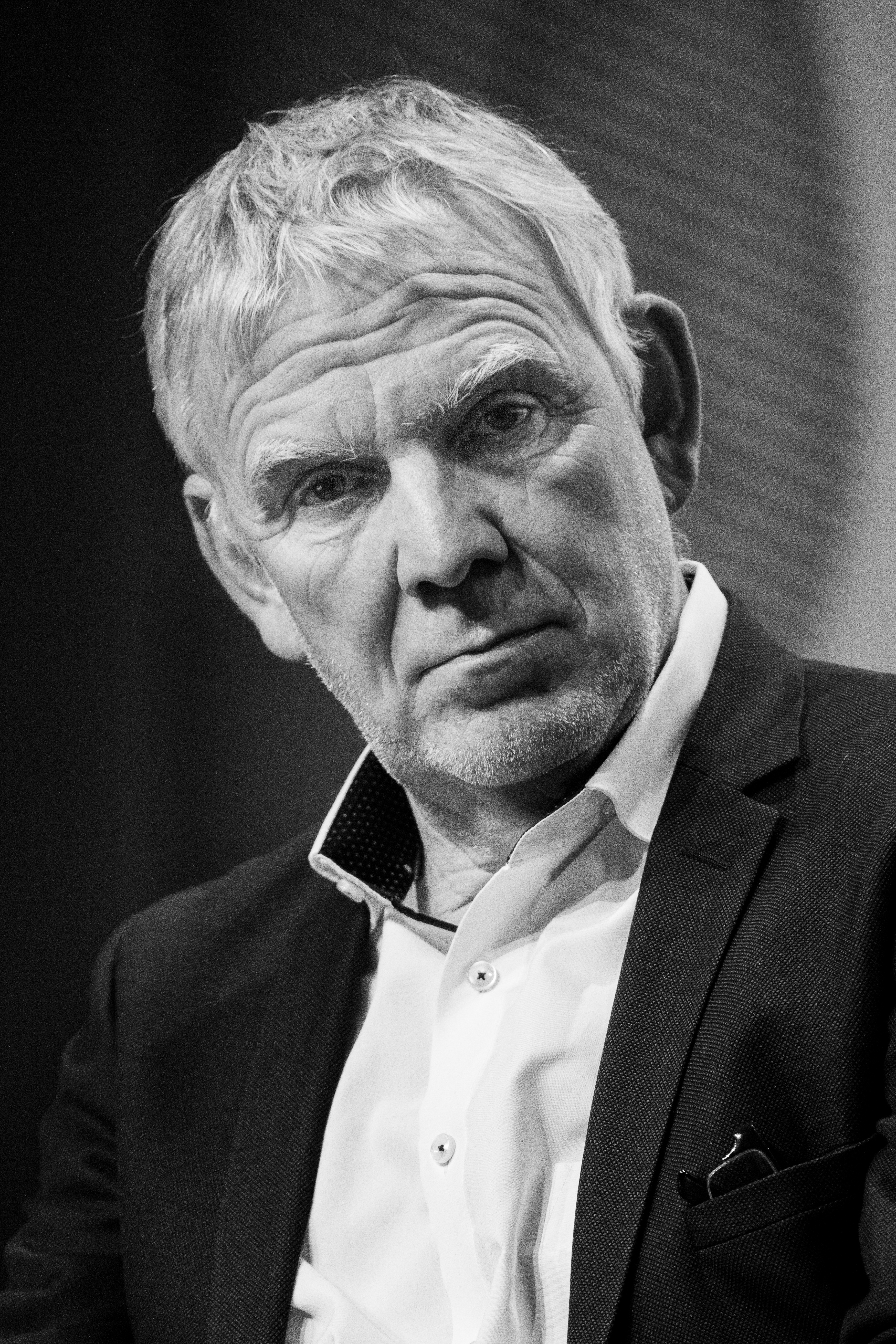
Jochen Flasbarth, 2019

### Gentechnik
Zur „Grünen Gentechnik“ sagte Flasbarth dem NABU-Magazin Naturschutz heute 2009: „Ich habe insgesamt den Verdacht, dass bislang weder die Mehrzahl der Naturschutzbehörden noch die Naturschutzverbände ausreichend erkannt haben, welche Gefahren und welche große Herausforderung da auf den Naturschutz zukommen.“
Flasbarth plädiert für den Schutz konventioneller und ökologischer Landwirtschaft vor gentechnisch veränderten Organismen: „Wenn es nicht gelingt, Ökobauern vor gentechnischen Verunreinigungen zu schützen, können wir alle Bemühungen um die Ausweitung des Ökolandbaus vergessen.“

### Klimaschutz
Flasbarth sieht Deutschland als einen Vorreiter der Klimaschutzpolitik. Die Wochenzeitung Die Zeit warf UBA-Präsident Flasbarth 2011 vor, die Wirkung des Atomausstiegs auf den CO2-Ausstoß schönzureden. Flasbarth vertritt die Auffassung, das Ziel der Bundesregierung sei zu schaffen, die Treibhausgase bis ins Jahr 2020 um 40 Prozent gegenüber 1990 zu reduzieren. Er sagte 2011 im Interview: „Ich würde gerne mal andere Industrieländer sehen, die im Klimaschutz so große Fortschritte gemacht haben wie wir Deutschen. Ihre Sichtweise, dass wir für die vom Klimawandel Betroffenen am Horn von Afrika verantwortlich sind, ist absurd! Wir sind Vorreiter im Klimaschutz.“

## Ehrenamtliches Engagement

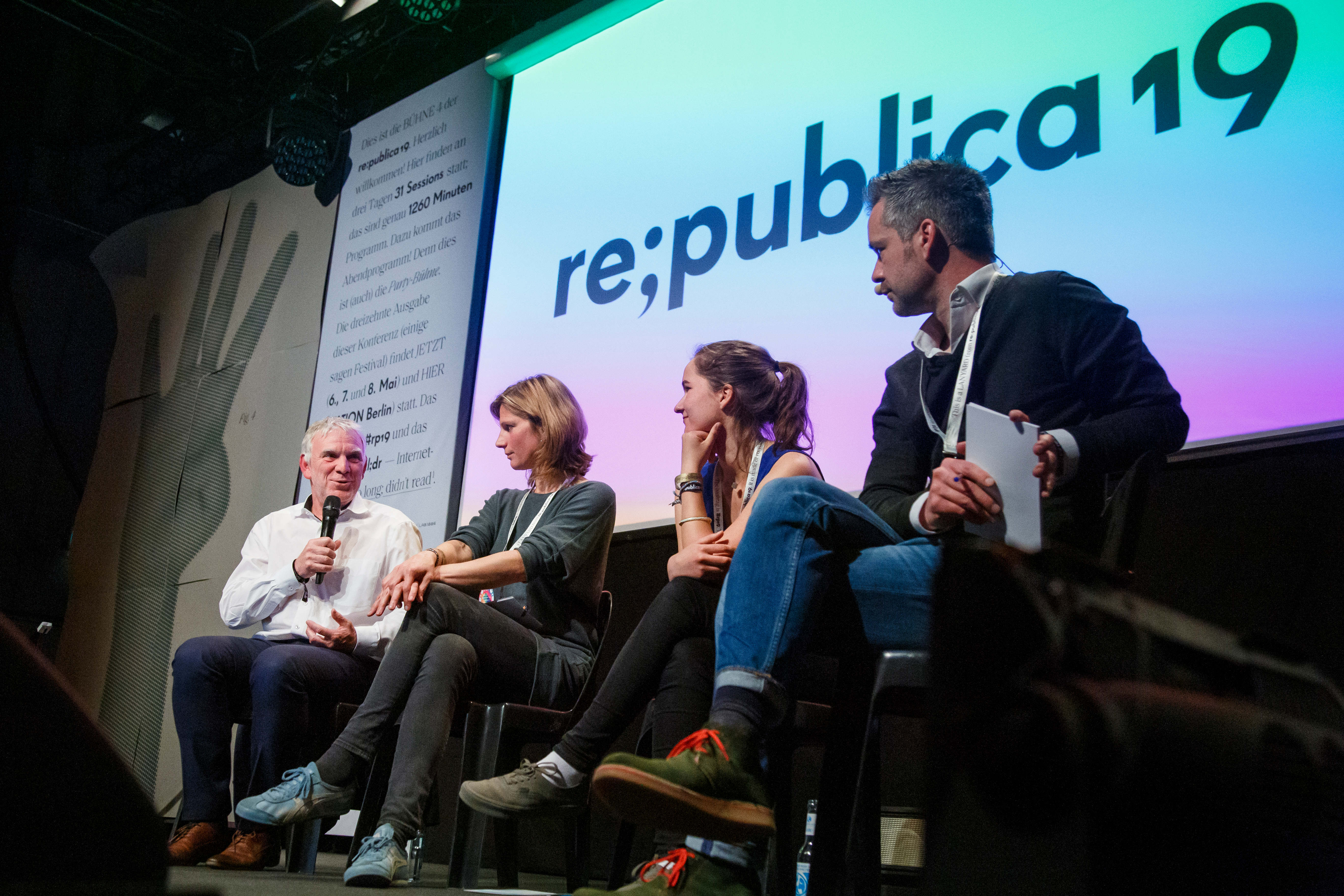
Jochen Flasbarth, 2016

Flasbarth engagierte sich seit den 1970er Jahren ehrenamtlich in verschiedenen Umweltorganisationen. Mit 16 Jahren trat er in den damaligen Deutschen Bund für Vogelschutz (DBV) und heutigen Naturschutzbund Deutschland (NABU) ein und wurde 1983 von der DBV-Jugend zu ihrem Bundessprecher gewählt. Unter anderem war er Präsidiumsmitglied des Deutschen Naturschutzringes (1985–2003), Gründungsvorstand des Verkehrsclubs Deutschland (1986) und maßgeblich an der Organisation der Deutschen Umwelttage in Würzburg und Frankfurt beteiligt. Er begleitete die Forschungsarbeiten zum Klima- und Ressourcenschutz in seiner Funktion als Aufsichtsratsmitglied des Wuppertal Instituts für Klima, Umwelt, Energie.
Jochen Flasbarth hat als Präsident des NABU wesentlich die Neuausrichtung der Naturschutzorganisation weg von einer Fachorganisation für Vogelschutz hin zu einer breit aufgestellten Natur- und Umweltschutzorganisation vorangetrieben. Bereits in seiner Zeit als DBV-Jugend-Sprecher setzte er sich für eine stärkere politische Positionierung des Verbandes ein. Während seiner NABU-Präsidentschaft waren die Verkehrs- und Steuerpolitik sowie das Thema Nachhaltigkeit seine inhaltlichen Schwerpunkte.